# Verrières, Ardennes

Verrières este o comună în departamentul Ardennes din nordul Franței. În 1 ianuarie 2022 avea o populație de 33 de locuitori.